# Paul-François Choppin

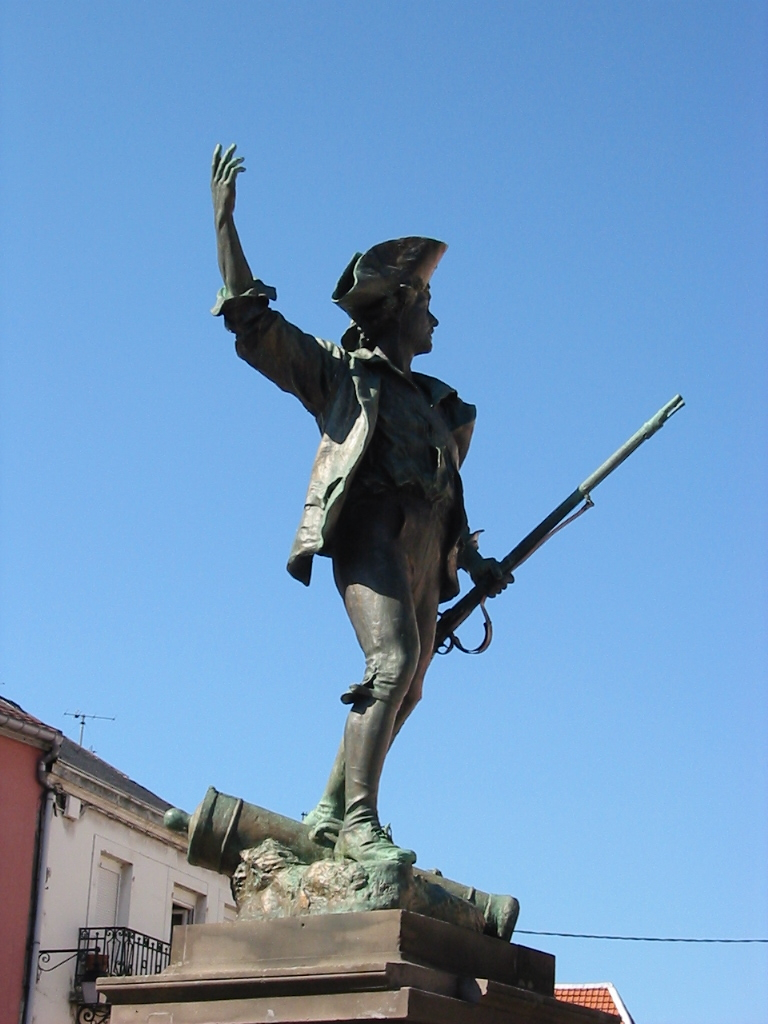
Estatua del Voluntario de Remiremont, en los Vosgos. Monumento histórico de Francia.

Paul-François Choppin fue un escultor francés, nacido el 26 de febrero de 1856  en Auteuil y fallecido el año 1937.

## Datos biográficos
Perdió la audición a la edad de 2 años y fue sordo. Estudió en el Instituto Nacional de Sordomudos de París, en la Escuela Nacional de Artes Decorativas y posteriormente en la Escuela Nacional de Bellas Artes. En 1904 se casó con Marie Célina Reuché, pintora miniaturista. Alumno de François Jouffroy y Alexandre Falguière, comenzó a participar en el Salón de 1877, y se convirtió en miembro de la asociación de Artistas Franceses en 1886. Presentó tres veces en el Salón su proyecto del Voluntario - en francés Volontaire - , una primera ocasión en 1888 bajo el título de Ganador de la Bastilla - Un vainqueur de la Bastille, a continuación, en la Exposición Universal de 1889 Un voluntario de 92 - Un volontaire del 92, y nuevamente en 1898 Un alistado de 1792 - Un enrôlé de 1792. Choppin todavía participó en el Salón de 1923. Enseñó su arte en París, y en particular al americano Douglas Tilden, sordo como él.

## Obras

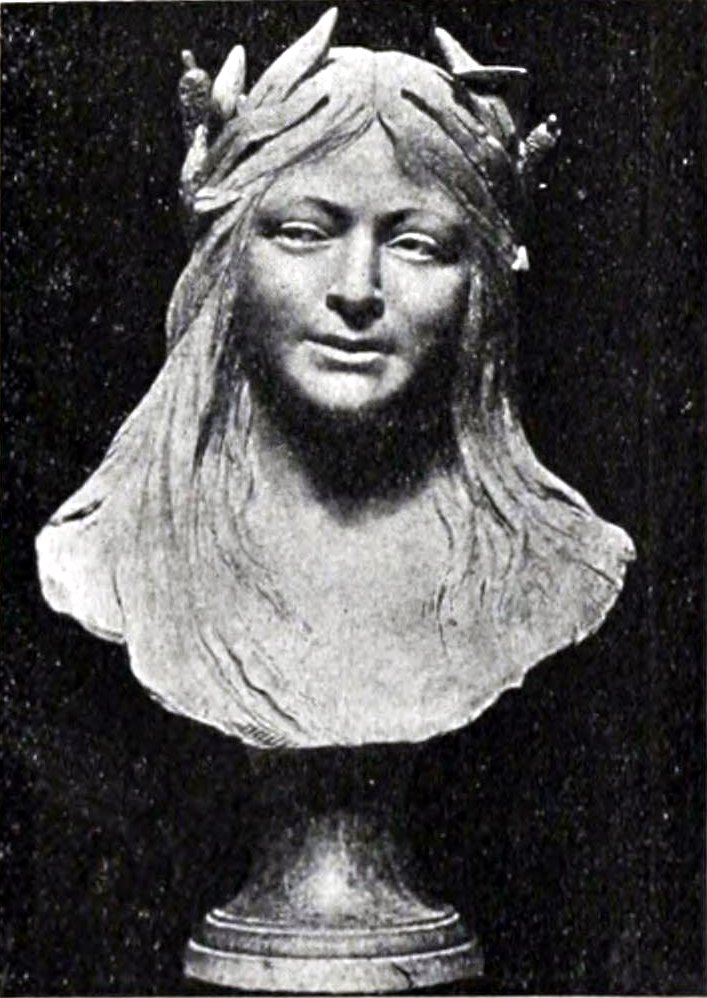
Ondine
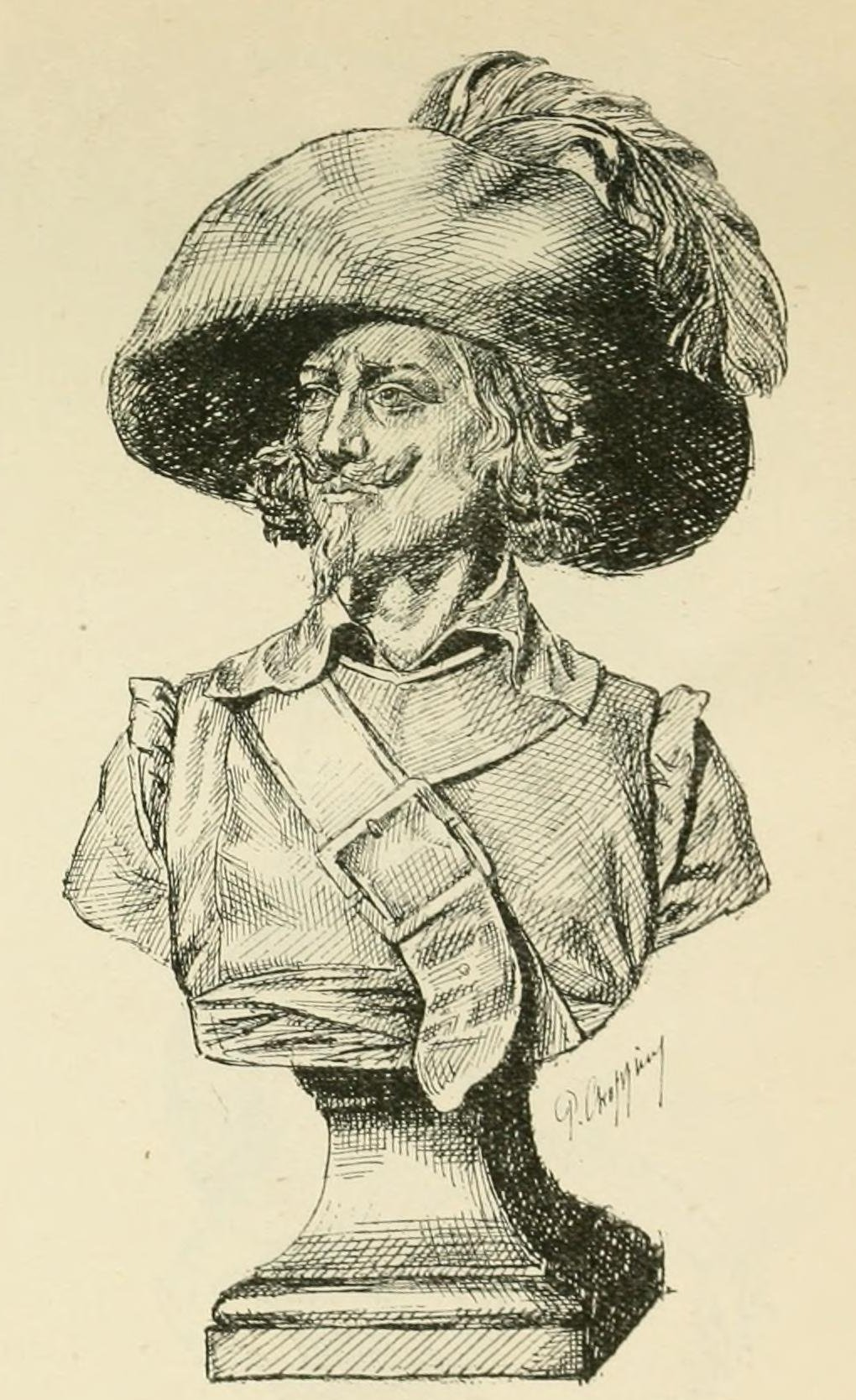
Mosquetero

Entre las  obras de Paul-François Choppin se incluyen las siguientes:
- 1920 Busto de Gustave Baguer ,[2] Instituto Baguer , Asnières-sur-Seine .
- El genio de las artes - Le Génie des Arts, yeso de 1886, comprado por el Estado y depositado en 1895, en el museo Sainte-Croix de Poitiers, donde este trabajo fue destruido y dado por perdido durante un transporte en 1950.[3]
- Monumento al doctor Paul Broca , 1887. Estatua erigida en el Boulevard Saint-Germain en París, fue fundida durante la en la guerra de 1939-1945.[4]
- El voluntario - Le Volontaire , un bronce fechado en 1899, se erigió en Remiremont por iniciativa de Jules Méline entonces Presidente del Consejo. Otra copia, instalada en la square Parmentier de  París, fue fundida por los alemanes en 1942. El museo de Reims cuenta con una estatua de 54 cm de este modelo.

- La muerte de Británico  - La mort de Britannicus en el Museo de Dieppe se conserva la pieza .

- busto de Becquerel[5]
- Joven muchacho tirando con el arco - Jeune garçon tirant de l'arc yeso presentado en el Salón de 1881.[6] Foto del Salón

- Ondine
- Mosquetero